# Готик метъл
Готик метълът е жанр в хевиметъл музиката.
Води началото си от началото на 1990-те години с групи като Paradise Lost, Tristania и Theatre of Tragedy, взимайки зародилото се doom-death metal звучене и правейки музика с романтична тема, която взима китарните рифове и вокали от black и death метъла. Готик рок звученето също оказва влияние.
По-мек жанр, известен като симфоничен метъл, еволюира от готик метъла в средата на края на 1990-те години. Съществуват сравнително силни сходства в характерните за двата жанра белези (като наличието на женски вокали например). Симфоничният метъл обаче проявява по-просто изявление, с оперни и класически мотиви, докато готик метълът включва по-агресивни елементи от death метъла и black метъла, вкарвайки по-сложни и комплексни мелодии в ритмичността на музиката си.
Готик сцената е много развита в Европа, най-забележимо в Англия, Финландия, Норвегия, Швеция, Холандия и особено в Германия. Много от ядрото на тази музикална сцена се е развило в Англия и Франция, като много от групите са идвали от Скандинавския район. Няколко групи от по-малки групи също се развиват в Източна Европа и Африка, борейки се да се задържат на места, където възможностите, както и сцената са по-малки.

## Произход и развитие
Най-ранния период на готик метъла, може да бъде проследен обратно до групи от 80-те години, когато се появява готик рока и началното композиторско звучене на doom метъла и death метъла. Групи от този вид са повлияли главно върху по-късношното формиране на поджанровете doom-death и gothic-doom. Въпреки че Glenn Danzig с Samhain правят някакво голямо допълнение върху този начин на композиране, готик/дет рок групата Christian Death повлиява най-силно върху възникването на поджанрове. Дълбоките баритони на вокалите Rozz Williams и Valor Kand и използването на синтези прави голямо впечатление на много групи, които ще се формират по-късно, включително и тези, които експериментират със смесването на други метъл течения. Celtic Frost, считани от мнозина за една от най-ранните метъл групи, също са изиграли важна роля в развитието на doom-death жанра.
През 90-те години множество от новосформираните групи в Северна Англия приемат стила на звучене на ранния деф метъл и го смесват с бавните, меко настроени китарни песни на Black Sabbath и подобни на тях doom-метъл групи. Doom-death е първият предшественик на поджанра gothic-doom и на жанра готик метъл. По-забележимите групи в този стил са Paradise Lost, My Dying Bride, Anathema и др.
Paradise Lost са пионери в готик метъла, постепенно изчиствайки своето doom-death звучене.
Въпреки че death метъла и black метъла са едни от най-широко разпространените жанрове по това време, особено в Скандинавския район, много от групите, които са започнали, смесвайки и двата жанра, са прогресирали повече към готик метъла. Две от тези групи са Moonspell и Theater of Tragedy.
Докато ранните doom-death групи Paradise Lost и Anathema използват някои женски вокали в музиката си, холандците The Gathering били първите с водещ женски вокал – Marike Groot – в албума им „Always“...а след това Martine van Loon в „Almost a Dance“(и двете по-късно заменени от друг женски вокал – Anneke van Giersbergen). Това оставя знак за готик метъла, прибавяйки първите опити да се използват по два вокала в групите, което по-късно става като подпис на готик групите, тъй като бива много бързо възприето и имитирано от по-млади групи, включително Tristania и Theatere of Tragedy.
В последните години италианците Lacuna Coil спечелиха много верни фенове. Много добре бяха приети и на Ozzfestа в САЩ.
Дългият списък на готик ориентираните групи включва Paradise Lost, Tristania, Haggard, Leave's Eyes, Darkwell, Forever Slave, Sirenia, Eternal Tears of Sorrow и много др...

## групи
- Paradise Lost
- Tristania
- Sirenia
- Lacuna Coil
- Poisonblack
- After Forever
- Charon
- Theater of tragedy